# Шърли Маклейн
Шърли Маклейн Бийти (на английски: Shirley MacLaine Beaty) е американска театрална и киноактриса повече от 50 години, носителка на Оскар, известна не само като киноактриса, но и като авторка на автобиографични книги. Тя е по-голямата сестра на Уорън Бейти.

## Биография
Като малка мечтае да стане балерина. Отдава се на балета и танците, но след време решава, че това не е за нея и се отдава на актьорското майсторство. Първият ѝ филм е „Неприятности с Хари“ на Алфред Хичкок, през 1960 г. снима „Апартаментът“ с Джак Лемън.
Известна активистка на Демократическата партия, близка на клана Кенеди. Понастоящем живее в Санта Фе, Ню Мексико.

## Избрана филмография
| Година | Филм                      | Роля                   | Режисьор        |
| ------ | ------------------------- | ---------------------- | --------------- |
| 1955   | Неприятности с Хари       | Дженифър Роджърс       | Алфред Хичкок   |
| 1956   | Около света за 80 дни     | принцеса Ауда          | Майкъл Андерсън |
| 1959   | Питай всяко момиче        | Мег Уилър              | Чарлз Уолтърс   |
| 1959   | Кариера                   | Шарън Кенсингтън       | Джоузеф Антъни  |
| 1960   | Апартаментът              | Фран Кубелик           | Били Уайлдър    |
| 1965   | Жълтият Ролс-Ройс         | Мей Дженкинс           | Антъни Аскуит   |
| 1966   | Гамбит                    | Никол Чанг             | Роналд Ним      |
| 1967   | Седем пъти жена           | 7 роли                 | Виторио Де Сика |
| 1970   | Две мулета за сестра Сара | Сара                   | Дон Сийгъл      |
| 1980   | Влюбени двойки            | Д-р Евелин Лукас Кърби | Джак Смайт      |
| 1984   | Думи на обич              | Аврора Грийнуей        | Джеймс Брукс    |
| 1990   | Поздрави от Холивуд       | Дорис Ман              | Майк Никълс     |
| 2003   | Каролайна                 | Баба на Милсън Мирабо  | Марлийн Горис   |